# Paolo Antonio Testore
Paolo Antonio Testore   (Milà, 1700 - Milà, 1767) fou un lutier milanès.
Va néixer a Milà, era segon fill de Carlo Giuseppe Testore, el primer membre de la família Testore i també va ser un destacat luthier, i va treballar al taller de la família amb el signe de l'Àguila al carrer Contrada Longa de Milà. Va ser un dels tres millors fabricants d'instruments de la família Testore, però tenia una característica distinta de l'obra del seu germà gran Carlo Antonio, és que sovint va ometre l'aprofitament i, de vegades, va utilitzar fusta de menor qualitat.